# Часовников Павло Георгійович
Павло Георгійович Часовников (1887, с. Балтай, Саратовська губернія — 1954) — одеський лікар-хірург, професор. Закінчив медичний факультет Новоросійського університету.

## Біографія
За радянської влади — заслужений лікар РРФСР.
Під час румунської окупації з 7 грудня 1941 року Часовников обіймав посаду ректора Одеського університету, а з 20 березня 1943 року паралельно з цією посадою очолив Антикомуністичний інститут при університеті.
Разом з відступаючими румунськими військами виїхав у 1944 році в Бухарест, де пізніше був заарештований радянською владою. У 1947 році засуджений до 10 років виправно-трудових таборів, помер в ув'язненні.